# Caiman
Caiman – rodzaj krokodyla z podrodziny w kajmanów (Caimaninae) obrębie rodziny aligatorowatych (Alligatoridae).

## Zasięg występowania
Rodzaj obejmuje gatunki występujące w Ameryce (Meksyk, Gwatemala, Salwador, Honduras, Nikaragua, Kostaryka, Panama, Martynika, Grenada, Kolumbia, Trynidad i Tobago, Wenezuela, Gujana, Surinam, Gujana Francuska, Brazylia, Ekwador, Peru, Boliwia, Paragwaj, Argentyna i Urugwaj).

## Systematyka

### Etymologia
- Caiman: hiszp. caimán „kajman” lub port. caimão „kajman”, karaib. acayuman „kajman”[11].
- Jacaretinga: port. Jacaré-Tinga „kajman”, od tupi îakaré „aligator”; tinga „biały”[3]. Gatunek typowy: Jacaretinga punctulatus Spix, 1825 (= Crocodilus yacare Daudin, 1801).
- Jacare: tupi îakaré „aligator”[4]. Gatunek typowy: Crocodilus yacare Daudin, 1802.
- Cynosuchus: gr. κυων kuōn, κυνος kunos „pies”[12]; σουχος soukhos „egipska nazwa krokodyla”[13]. Gatunek typowy: Crocodilus latirostris Daudin, 1802.
- Perosuchus: gr. πηρος pēros „okaleczony”[14]; σουχος soukhos „egipska nazwa krokodyla”[13]. Gatunek typowy: Perosuchus fuscus Cope, 1868 (= Lacerta crocodilus Linnaeus, 1758).
- Proalligator: gr. προ pro „blisko, w pobliżu”[15]; rodzaj Alligator Cuvier, 1817. Gatunek typowy: †Crocodilus australis Burmeister, 1885.
- Xenosuchus: gr. ξενος xenos „obcy, dziwny”[16]; σουχος soukhos „egipska nazwa krokodyla”[13]. Gatunek typowy: †Crocodilus paranensis Scalabrini, 1887 (= †Crocodilus australis Burmeister, 1885).

### Podział systematyczny
Do rodzaju należą następujące występujące współcześnie gatunki:
- Caiman crocodilus (Linnaeus, 1758) – kajman okularowy
- Caiman latirostris (Daudin, 1801) – kajman szerokopyski
- Caiman yacare (Daudin, 1801) – kajman żakare

oraz gatunki wymarłe:
- Caiman australis (Burmeister, 1885)
- Caiman brevirostris Souza-Filho, 1987
- Caiman gasparinae Bona & Paulina-Carabajal, 2013
- Caiman lutescens (Rovereto, 1912)
- Caiman praecursor (Rusconi, 1933)
- Caiman wannlangstoni Salas-Gismondi, Flynn, Baby, Tejada-Lara, Wesselingh & Antoine, 2015